# Vila Facaia
Vila Facaia est une freguesia portugaise se trouvant dans le District de Leiria avec 17,32 km2 d'aire et avec 702 habitants (2001).Densité: 40,5 hab/km2.